# Cratere dell'Oasi

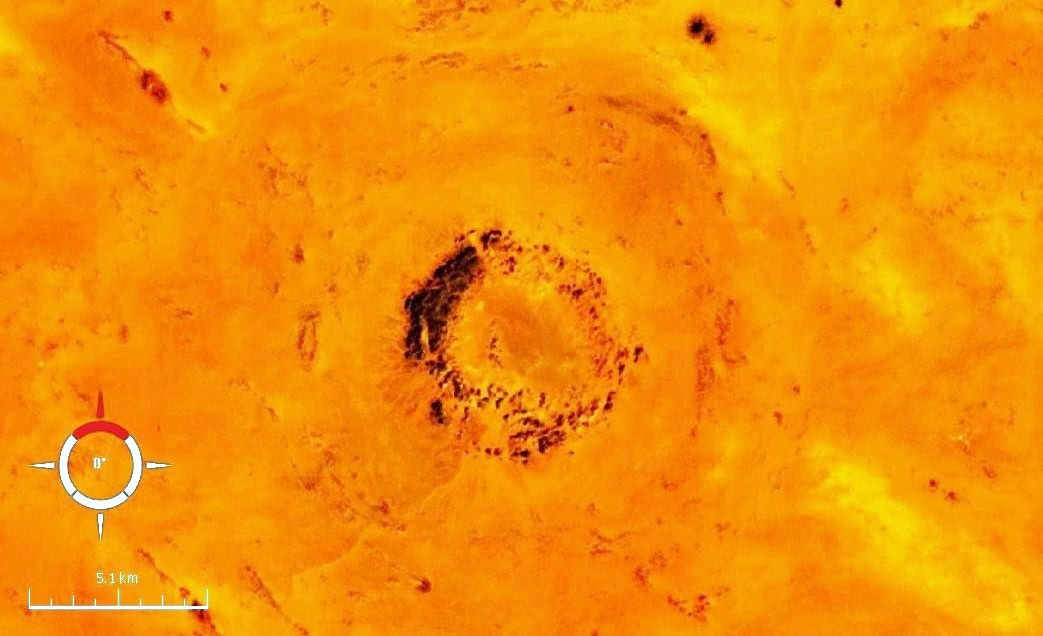

Il Cratere dell'Oasi è un cratere meteoritico che si trova in Libia.
Ha un diametro di circa 18 chilometri, ed un'età stimata attorno ai 120 milioni di anni (periodo cretacico).
Il cratere si trova in superficie.